# Natsuka Masaie
Natsuka Masaie (長束 正家?; 1562 – 8 novembre 1600) fu un daimyō giapponese del periodo Sengoku, il cui cognome viene spesso tradotto anche come Nagatsuka Masaie.

## Biografia

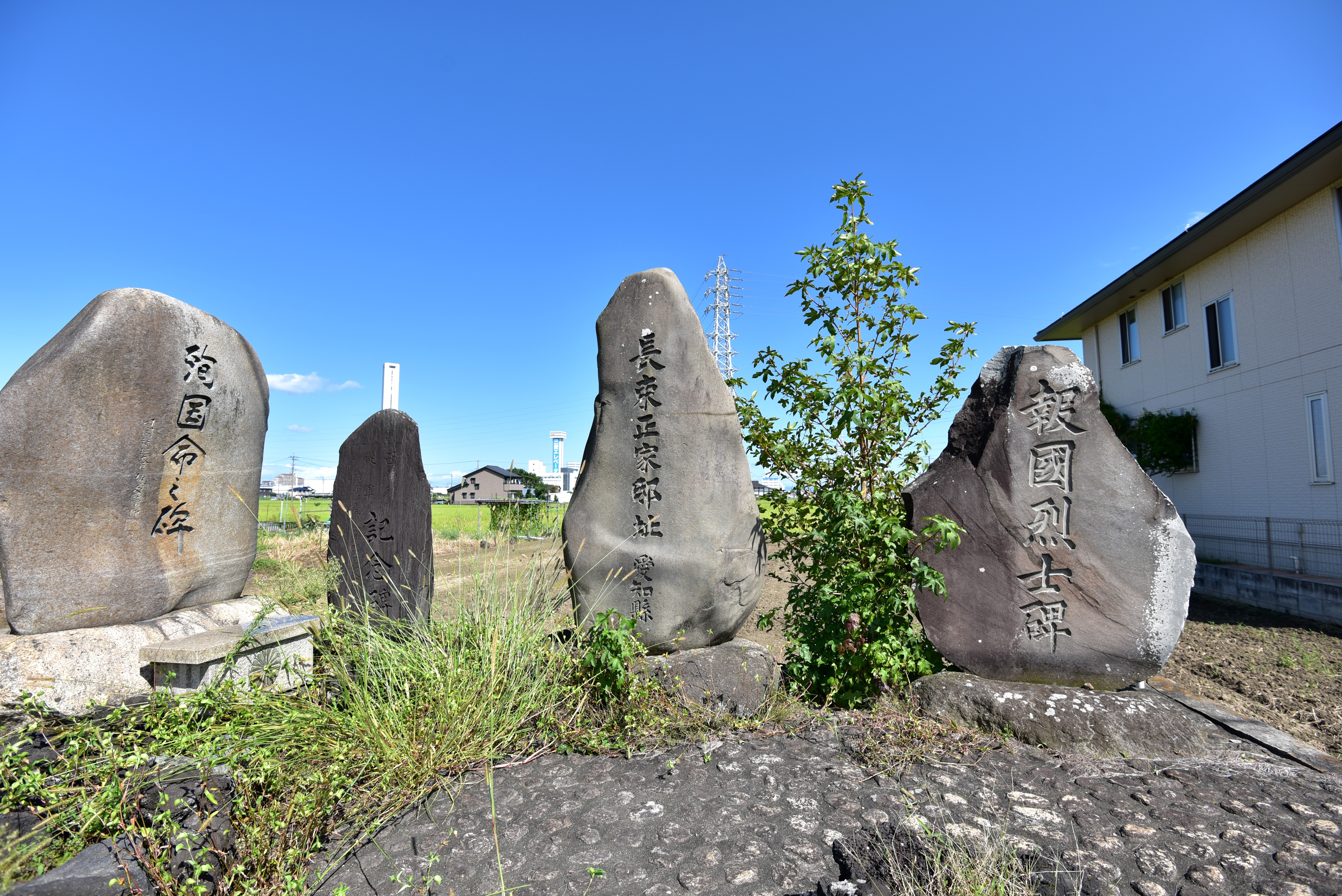
Tomba di Natsuka Masaie

Nato nella provincia di Owari, Masaie servì Niwa Nagahide, il quale era un servitore del clan Oda. Era noto per la sua abilità di furiere, prima con Nagahide e poi sotto Toyotomi Hideyoshi. Fu un elemento chiave nel successo logistico della campagna Odawara del 1590 dove organizzò il trasporto di 200.000 koku di riso per le forze assedianti e ricevette come ricompensa un feudo di 50.000 koku nella provincia di Ōmi, a Minakuchi.  Sposò una sorella di Honda Tadakatsu. 
Nel 1595 fu nominato come uno dei Go-bugyō (Cinque Commissari), responsabile dei compiti amministrativi associati alle leggi di Hideyoshi. Si schierò con Ishida Mitsunari durante la campagna di Sekigahara del 1600 prendendo parte all'assedio di Anotsu e alla stessa battaglia di Sekigahara, dove i suoi 1.500 uomini ebbero un ruolo marginale. 
Successivamente fu assediato a Minakuchi da Ikeda Terumasa e commise seppuku. La sua tomba si trova pressi il santuario di Anraku-ji, nella prefettura di Shiga.